# Tractat de Ribe

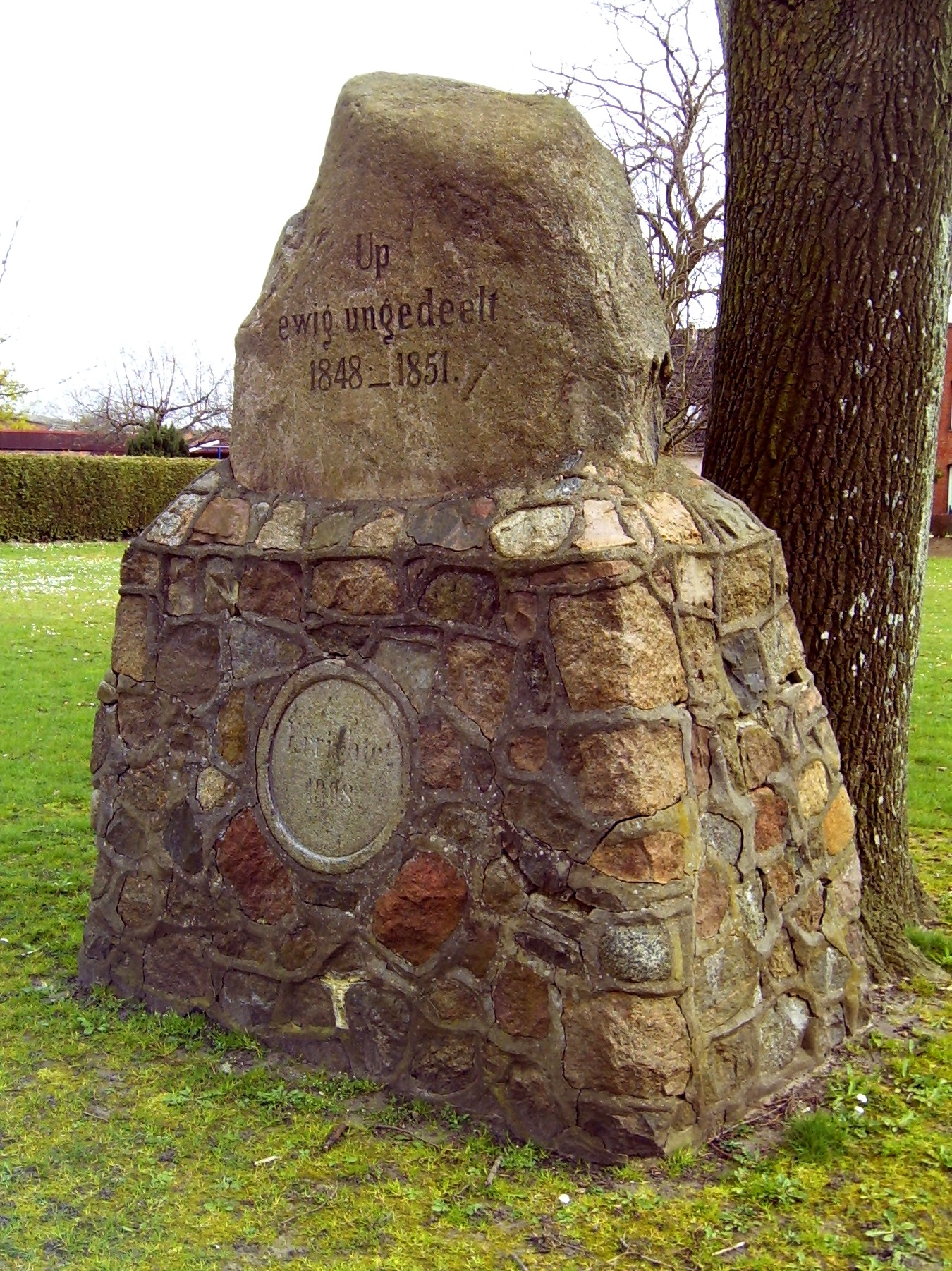
Bloc erràtic amb el text Up ewig ungedeelt a Hohenlocksteed

El Tractat de Ribe fou firmat a Ribe a Jutlàndia el 1460 entre el rei Cristià I de Dinamarca i unes nissagues nobles alemanys de Slesvig i de Holstein. Després d'aquest tractat els comtats de Slesvig i Holstein entraren al si de la corona danesa per més de quatre segle fins que el 1864, després de la Guerra dels Ducats, Prússia va annexionar-se Slesvig i Holstein. La frase més famosa d'aquest tractat, en baix alemany «up ewig ongedeelt» significa que els comtats de Slesvig i de Holstein, des d'ara, per sempre, van units. Aquesta frase, fora del context, va inspirar els nacionalistes alemanys al segle xix quan lluitaven per integrar-se a Alemanya.